# Coronel João Sá
Coronel João Sá es un municipio brasileño del estado de Bahía. Su población estimada en 2004 era de 20.964 habitantes.